# East Tawakoni
East Tawakoni es una ciudad ubicada en el condado de Rains en el estado estadounidense de Texas. En el Censo de 2010 tenía una población de 883 habitantes y una densidad poblacional de 186,1 personas por km².

## Geografía
East Tawakoni se encuentra ubicada en las coordenadas 32°54′27″N 95°55′59″O / 32.90750, -95.93306. Según la Oficina del Censo de los Estados Unidos, East Tawakoni tiene una superficie total de 4.74 km², de la cual 4.62 km² corresponden a tierra firme y (2.67%) 0.13 km² es agua.

## Demografía
Según el censo de 2010, había 883 personas residiendo en East Tawakoni. La densidad de población era de 186,1 hab./km². De los 883 habitantes, East Tawakoni estaba compuesto por el 94.22% blancos, el 0.57% eran afroamericanos, el 0.91% eran amerindios, el 2.15% eran asiáticos, el 0% eran isleños del Pacífico, el 1.13% eran de otras razas y el 1.02% pertenecían a dos o más razas. Del total de la población el 4.87% eran hispanos o latinos de cualquier raza.